# Христенко Віктор Борисович
Ві́ктор Бори́сович Христе́нко (рос. Виктор Борисович Христенко, 28 серпня 1957, Челябінськ, РРФСР, СРСР) — російський державний діяч, міністр промисловості та торгівлі Росії, доктор економічних наук, професор.

## Життєпис
Віктор Христенко народився в Челябінську 28 серпня 1957 року. У 1979 році закінчив навчання Челябінському машинобудівному інституті за спеціальністю «управління будівництвом та економікою». У 1983 році став кандидатом наук з управління в Московському інституті менеджменту.

## Кар'єра
У 1998 році Віктор Христенко був призначений віце-прем'єр-міністром з економіки та фінансів у кабінеті Сергія Кирієнка.
З 1999 року до початку 2000 року він був призначений до першого кабінету Володимира Путіна на посаду першого віце-прем'єр-міністра.
У лютому 2004 року Христенко тимчасово обіймав посаду прем'єр-міністра Росії, коли президент Володимир Путін звільнив прем'єр-міністра Михайла Касьянова 24 лютого 2004 року.
Христенко характеризували як «реформістського технократа», який виявляв «лояльність, змішану з надзвичайною обережністю», на відміну від Касьянова, що кілька разів відкрито не погоджувався з Путіном, критикуючи кримінальне переслідування власників Юкосу.
9 березня 2004 року Христенко був призначений міністром промисловості та торгівлі і працював на цій посаді до 31 січня 2012 року.

## Санкції
24 лютого 2023 року Віктор Христенко потрапив до оновленого санкційного списку США.
1 квітня 2023 року Радою Національної безпеки України Христенко доданий до санкційного списку України.